# Monastère de Krepičevac
Le monastère de Krepičevac (en serbe : Манастир Крепичевац et Manastir Krepičevac) est un monastère orthodoxe serbe situé à Jablanica, dans le district de Zaječar et dans la municipalité de Boljevac en Serbie. Il est inscrit sur la liste des monuments culturels protégés de la République de Serbie (identifiant no SK 233).
Le monastère est dédié à la Dormition de la Mère de Dieu,.

## Historique
Le fondateur du monastère est peut-être le župan Georgije, fils de Janov et petit-fils de Berul. Il a été construit à la fin du XVe siècle et au début du XVIe siècle, à peu près en même temps que le monastère voisin de Lapušnja.
Les documents concernant le monastère de Krepičevac sont rares. Il est mentionné comme un monastère en activité en 1761 et 1780. Il a été rénové une première fois en 1679 et, une deuxième fois, au XVIIIe siècle par le prince Golub de Jablanica. Plus récemment, l'église du monastère a été restaurée entre 1968 et 1974.
Aujourd'hui, le monastère n'abrite plus aucune communauté religieuse.

## Architecture
L'église du monastère, de plan tréflé, est caractéristique des constructions de l'école moravienne.

## Fresques
L'église conserve un grand nombre de fresques peintes dans la première moitié du XVIe siècle. On y trouve représenté le župan Georgije tenant dans les mains un modèle de l'église ; il est accompagné de sa femme Zora et de son fils Manojlo. D'autres peintures représentent la vision de saint Pierre d'Alexandrie, ainsi que des scènes de la vie du Christ et la Mère de Dieu, parmi lesquelles on peut signaler une Fuite en Égypte.